# Harenchi Gakuen
Harenchi Gakuen (яп. ハレンチ学園 харэнти гакуэн, «Школа бесстыдников» или «Бессовестная школа») — комедийная манга Го Нагаи, впоследствии экранизированная в качестве аниме, пяти фильмов, одной OVA и одноимённого телесериала. Она была одной из тех работ, что публиковались в журнале Shonen Jump с первого номера 1 августа 1968 года. Harenchi Gakuen моментально стала хитом и подняла тиражи Shonen Jump до миллиона экземпляров. Эту мангу иногда называют первой хентайной мангой, хотя по современным стандартам содержание может считаться вполне невинным.
Хотя Harenchi Gakuen является продуктом времени, когда сексуальные домогательства и насилие в школах не были признаны одной из главных социальных проблем, изображения полуобнаженных женщин и открыто показанная сексуальность подростков подверглась резкой критике родительских комитетов («Движение против вредных книг»). В частности, группы родителей публично сжигали экземпляры манги.
Показ одноимённого аниме, снятого по манге, был в некоторых регионах страны запрещён.

## Персонажи
- Ясохати Ямагиси (яп. 山岸 八十八 Ямагиси Ясохати) или «босс» (яп. 親分 оябун) — главный герой манги.
- Мицуко Ягю (яп. 柳生 みつ子 Ягю: Мицуко) — главная героиня, последовательница ниндзюцу семьи Ягю.
- Фукурокодзи (яп. 袋小路 Фукуроко:дзи) — друг Ясохати.
- Саюри Ёсинага (яп. 吉永さゆり Ёсинага Саюри) или «Бородатая Годзилла» (яп. ヒゲゴジラ хигэ годзира) — учитель в школе.